# クリエイトSDホールディングス
株式会社クリエイトSDホールディングス（クリエイトエスディーホールディングス、英: CREATE SD HOLDINGS. CO., LTD.）は、千葉県・東京都・神奈川県・静岡県・愛知県など関東地方、東海地方を中心に展開する持株会社。事業会社はドラッグストア（薬店）・調剤薬局を運営する株式会社クリエイトエス・ディー（英: CREATE SD.CO.,LTD.）などの4社。
社名のSDは、Super DrugStoreの頭文字に由来する。

## 概要
子会社クリエイトエス・ディーが、神奈川県を中心に東京都・埼玉県・千葉県・茨城県・群馬県・静岡県・愛知県に薬局店舗「クリエイトSD」（英語表記では「CREATE SDS」）、ウェルライフが有料老人ホームの運営を展開している。ニチリウグループに属する。そのため食品を中心にニチリウのプライベートブランド「くらしモア」の商品が陳列されている。

## 沿革
- 1975年4月 - みどり薬局開業。
- 1983年5月19日 - 有限会社みどりドラッグストアーを設立。
- 1990年 - 株式会社クリエイトエス・ディーに商号変更。
- 1991年 - 横浜市緑区（現青葉区）荏田西に本社移転[1]。
- 2004年2月 - ジャスダックに上場。
- 2005年12月 - 東京証券取引所2部に上場。
- 2007年5月8日 - 東京証券取引所1部に指定替え。
- 2009年
  - 3月1日 - 株式交換により、株式会社クリエイトエス・ディーは株式会社クリエイトSDホールディングスの完全子会社となった。株式会社クリエイトSDホールディングスが東京証券取引所1部に上場。
  - 4月 - ウェルライフ株式会社を完全子会社化。
- 2010年6月 - 株式会社サロンデイを100％子会社として設立。
- 2013年10月 - ニュードラッグを買収[2]。
- 2016年1月 - 出店500店舗突破[3]。
- 2017年6月1日 - 株式会社クリエイトエス・ディーが有限会社つくしの薬局を合併。
- 2019年1月 - 東京都、神奈川県、静岡県の27市町村と災害時協定を締結[3]。
- 2020年2月7日 - ゆりストアを買収[4]。
- 2022年4月1日 - 神奈川県警察と「交通事故防止のための連携と協力に関する協定」を締結[5][6]。

## 店舗
- 777店舗（うち調剤併設 415店舗）（2025年1月末現在）[1]
- 単独調剤薬局29店舗
- 2025年現在、栃木県を除くすべての関東地方の都県と静岡県、愛知県に出店している。

1. 神奈川県 464店舗
2. 東京都 127店舗
3. 静岡県 99店舗
4. 千葉県 72店舗
5. 愛知県 28店舗
6. 埼玉県 25店舗
7. 群馬県 8店舗
8. 茨城県 7店舗

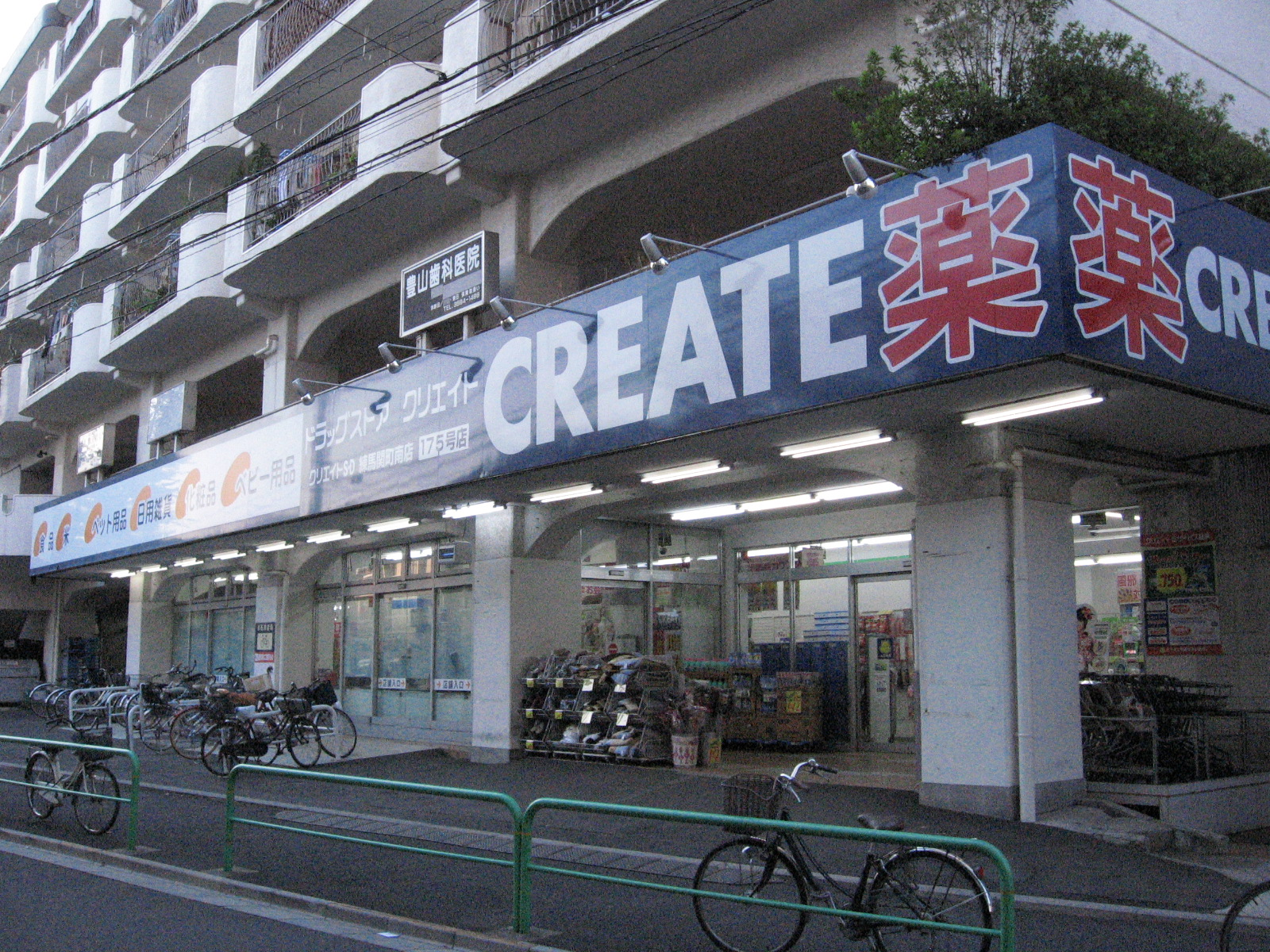
練馬関町南店（175号店、東京都練馬区）

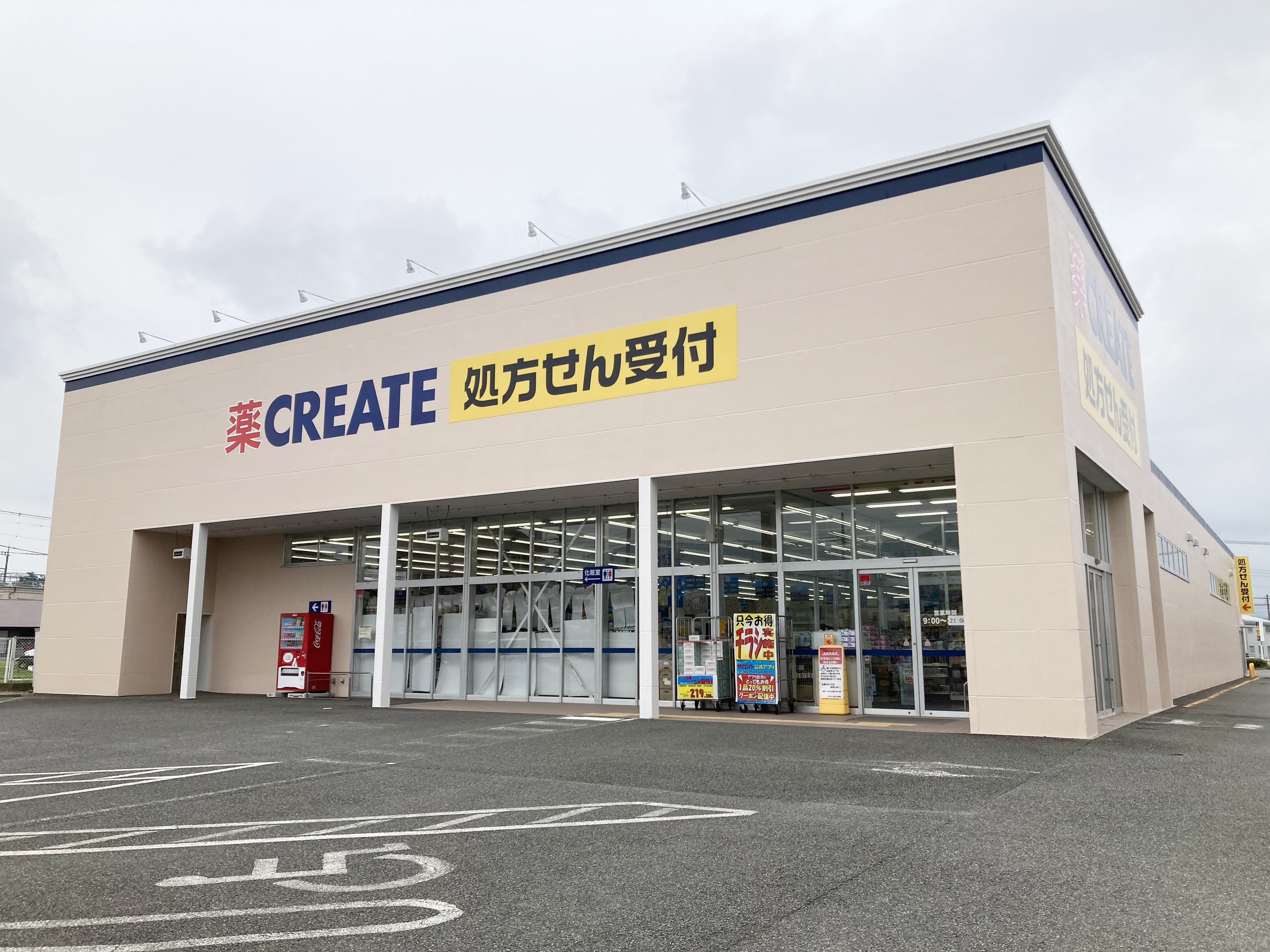
富士松岡店(126号店)

## テーマソング
店内で流れているテーマソングはインディーズバンドのエイプリルズによる。2015年10月に伴奏・ボーカルが録り直され、歌詞に2番が追加されている。

## プリペイドカード
独自のプリペイドカード、おさいふHippoを発行している。カード表面には同社のイメージキャラクターのカバの図柄が描かれている。ポイント還元率は100円1ポイントで、400ポイント単位で買い物で使ったり、カタログ商品と交換できる。薬局であるから調剤でもポイントは付くが、ポイント2倍券などのクーポンの使用は対象外。事前チャージもレジで可能で1,000円単位で可能。チャージ時に5ポイントが付与される。